# Psammotettix asper
Psammotettix asper är en insektsart som beskrevs av Ribaut 1925. Psammotettix asper ingår i släktet Psammotettix och familjen dvärgstritar. Inga underarter finns listade i Catalogue of Life.